# Tanganika (země)
Tanganika (anglicky Tanganyika) je název východoafrického teritoria a později státu rozkládajícího se mezi Viktoriiným jezerem, jezerem Malawi a jezerem Tanganika, po němž je toto území pojmenováno. Do roku 1918 bylo území součástí kolonie Německá východní Afrika (německy Deutsch-Ostafrika). Dnes je převážná část území součástí Tanzanie.

## Historie

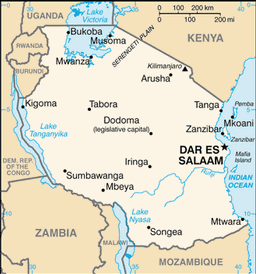
Tanzanie se skládá z území nazývaného Tanganika a ostrovů Zanzibar

Název Tanganika je odvozeno ze swahilského slova Tanga (plachtit) a Nyika (neobydlená planina či divočina). Když Evropané v druhé polovině 19. století objevovali a kolonizovali africká teritoria u Zanzibaru, Tanganika pro ně byla země kolem jezer. Území se stalo součástí kolonie Německé východní Afriky.
Po první světové válce tato kolonie zanikla a území Tanganiky se dostalo pod britskou vojenskou správu. Přechod pod britskou vládu byl potvrzen v roce 1919 Versailleskou smlouvou. Britská správa pak změnila název území na Tanganyika Territory (Teritorium Tanganika) pro celé spravované území, zbývající části bývalé Německé východní Afriky, kterou později spravovala Belgie připadlo k dnešní Rwandě a Burundi, a také malému území Kiongského trojúhelníku, které přešlo pod správu Mosambiku. V roce 1927 vstoupila Tanganika do celní unie s Keňou a Ugandou a také vstoupila do Východoafrické poštovní unie. Dne 9. prosince 1961 se území Tanganiky, které bylo dosud pod správou Británie stalo nezávislým státem jako konstituční monarchie a 9. června 1962 byla vyhlášena republika v rámci Společenství národů. Dne 25. dubna 1964, kdy k Tanganice byl připojen ostrov Zanzibar došlo ke změně názvu republiky na Spojená republika Tanganika a Zanzibar a později na Sjednocená tanzanská republika (Tanzanie).
I když území Tanganiky stále existuje, tento název se již formálně nepoužívá, jeho užívání je v Tanzanii politicky citlivé, nejen jako vzpomínka na koloniální časy, ale může značit i odmítavý vztah k unii se Zanzibarem. Dnes se název Tanganika používá výhradně pro označení jezera.

## Symbolika

vlajka:
vlajka Německé východní Afriky (1885–1919) Poměr stran: 2:3
vlajka Tanganiky (1919–1961) Poměr stran: 1:2
vlajka republiky Tanganika 1962–1964 Poměr stran: 2:3